# Xen

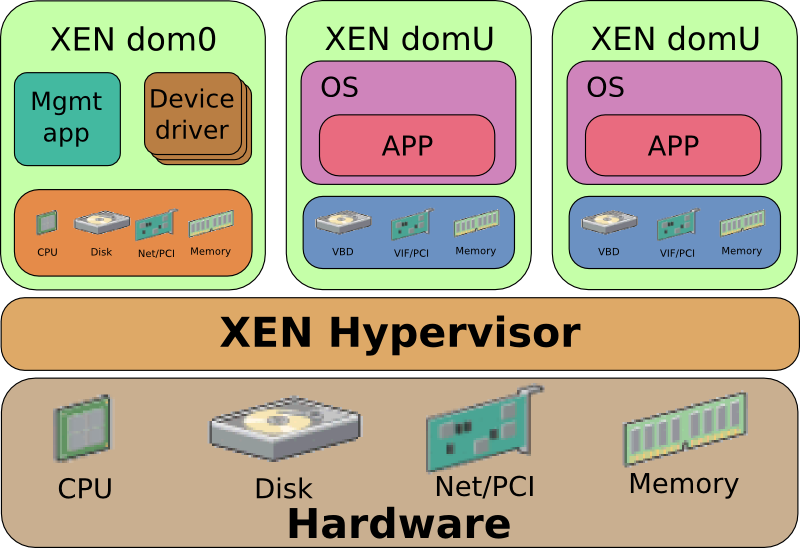
Schemat architektury Xen

Xen – monitor maszyn wirtualnych (ang. Hypervisor) wydany na licencji open source, opracowany na Uniwersytecie Cambridge, obecnie rozwijany przez firmę XenSource.
Jego zadaniem jest zarządzenie współpracą maszyn wirtualnych uruchomionych w jego środowisku, w szczególności dbanie o wzajemną separację środowisk wirtualnych z zachowaniem maksymalnej ich wydajności. Atutem i przyczyną popularności Xen jest to, że zajmuje stosunkowo niewiele zasobów sprzętowych.

## Obsługa systemów operacyjnych
Systemy operacyjne działające pod jego kontrolą w trybie tzw. parawirtualizacji muszą zostać odpowiednio zmodyfikowane (przeportowane na specjalną architekturę Xen), dlatego nadaje się do wirtualizacji sprzętu dla systemów z dostępnym kodem źródłowym (głównie FLOSS).
Obecnie obsługuje Linuksa (od serii 2.4), NetBSD, Plan 9 oraz OpenSolaris (reimplementacja na licencji CDDL znana pod nazwą xVM), implementowana jest także obsługa FreeBSD.

## Nowe możliwości
Xen 3.x potrafi nadzorować działanie systemów operacyjnych w wersji wieloprocesorowej (do 32 procesorów) zarówno 32- i 64-bitowych procesorach Intel oraz AMD. Na maszynach 32-bitowych Xen wykorzystuje technikę PAE do adresowania dużej ilości pamięci (możliwe jest też działanie bez PAE na maszynach 32-bitowych, lecz z pewnymi ograniczeniami). Na maszynach 64-bitowych, można wirtualizować zarówno systemy 64-bitowe, jak i 32-bitowe. Xen potrafi wykorzystać sprzętową pomoc przy pracy w trybie pełnej wirtualizacji, na przykład na procesorach Intel wyposażonych w technologię Virtualization Technology (w skrócie VT, nazwa kodowa: Vanderpool), oraz na procesorach AMD z analogiczną technologią (AMD-V, nazwa kodowa: Pacifica), można uruchamiać systemy operacyjne bez modyfikacji i uszczerbku na wydajności.
W przyszłości planowana jest między innymi funkcja współdzielenia szybkiej pamięci bufora procesora między partycjami (shared buffer cache, XenFS) oraz szybsza komunikacja sieciowa między wirtualnymi maszynami, nawet jeśli będą one migrować.
Wspierane architektury to Intel IA32, AMD64/Intel x86-64, oraz Intel Itanium (IA-64). Rozwijany jest również podprojekt Xen, aby ten działał na architekturze ARM. W przeszłości były również dostępne wersje na architekturę PowerPC, lecz z braku zainteresowania projekt zarzucono (serwery z PowerPC, czyli zwykle IBM, najczęściej posiadają własne mechanizmy wirtualizacji).

## Projekty związane
W ramach Xen rozwija się projekt Xenoserver, którego celem jest stworzenie globalnego grida wirtualnych maszyn pracujących pod kontrolą Xen, przeznaczony do obliczeń rozproszonych.
Inne związane projekty:
- Parallax – menedżer nośników dla maszyn wirtualnych,
- PDB (Pervasive Debugging) – narzędzie do odpluskwiania systemów działających na maszynach wirtualnych,
- Enomalism – konsola do zarządzania Xenem przez WWW.